# میراث (فیلم ۱۳۸۶)
میراث عنوان یک فیلم تلویزیونی به کارگردانی حسین زینعلی که به سفارش شبکه یک سیما ساخته و پخش شد. این فیلم محصول پائیز سال ۱۳۸۶ می‌باشد.

## داستان
خسرو شکیبایی در این تله فیلم نقش آدم معتمدی را بازی می‌کند که شخصی دارایی اش را به او می‌سپرد و فوت می‌کند و حالا بازماندگان آن شخص که حدیث فولادوند و کاوه سماک باشی نقششان را بازی می‌کنند، برای گرفتن میراثشان به سراغ او می‌روند و او را تحت فشار قرار می‌دهند اما …

## بازیگران
خسرو شکیبایی
حدیث فولادوند
مجید مشیری
کاوه سماک باشی

## پخش
این فیلم ابتدا از شبکه یک سیما و سپس در شبکه نمایش پخش شد.